# Stănești (Gorj)
Stănești es una comuna ubicada en el distrito de Gorj, Rumania.

## Superficie
Cuenta con una superficie de 100,1 kilómetros cuadrados.

## Demografía
Hasta 2021 la población era de 2232 habitantes, con una densidad de población de 22,30 habitantes por kilómetro cuadrado.